# 京善寺
京善寺（きょうぜんじ）は、大阪市東住吉区にある真言宗御室派の寺院。山号は心王山。院号は殊勝院。本尊は不動明王。

## 歴史
当寺は、詳しい創建年は不明であるがかつては金剛院と呼ばれる寺院であった。
桑津古新書によると、慶長20年（1615年）5月に行われた大坂夏の陣に巻き込まれて焼失したが、その後、桑津村の篤信者である富井部氏などにより紀伊国から観弘実誉阿闍梨を呼んで金剛院の再興が行われ、承応2年（1653年）に心王山殊勝院京善寺と寺名を改めて復興された。本尊は、和歌山県にある根来寺の不動堂の本尊で、覚鑁（興教大師）の作という不動明王と同木同作の不動明王を勧請したものであるという。

## 境内
- 本堂 - 1980年（昭和55年）再建。
- 歓喜天社
- 庫裏
- 護摩堂
- 鐘楼
- 東門（裏門）
- 地蔵堂 - 東門の横の塀が地蔵堂になっている。
- 山門（仁王門） - 1989年（平成元年）再建。

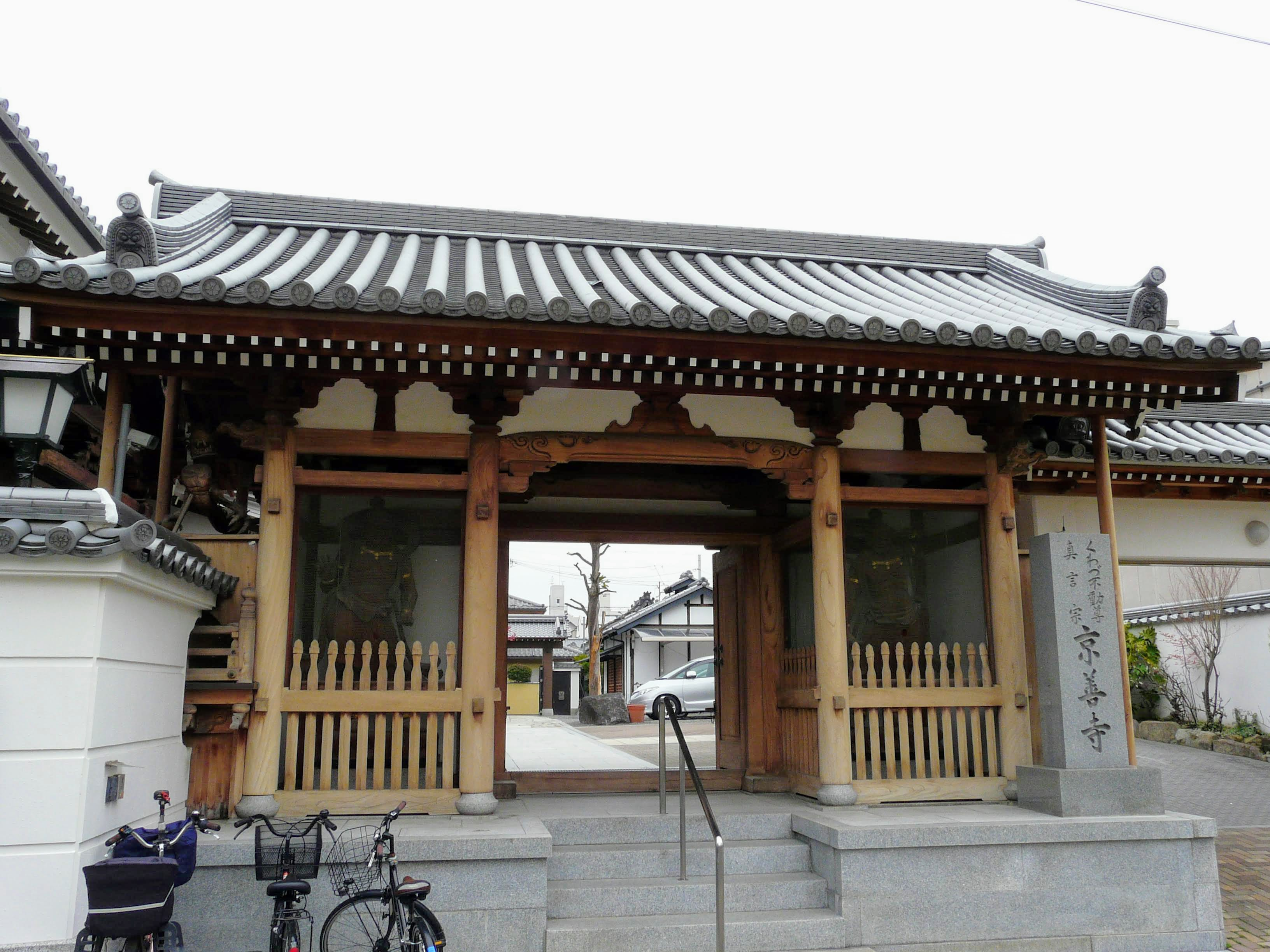
山門
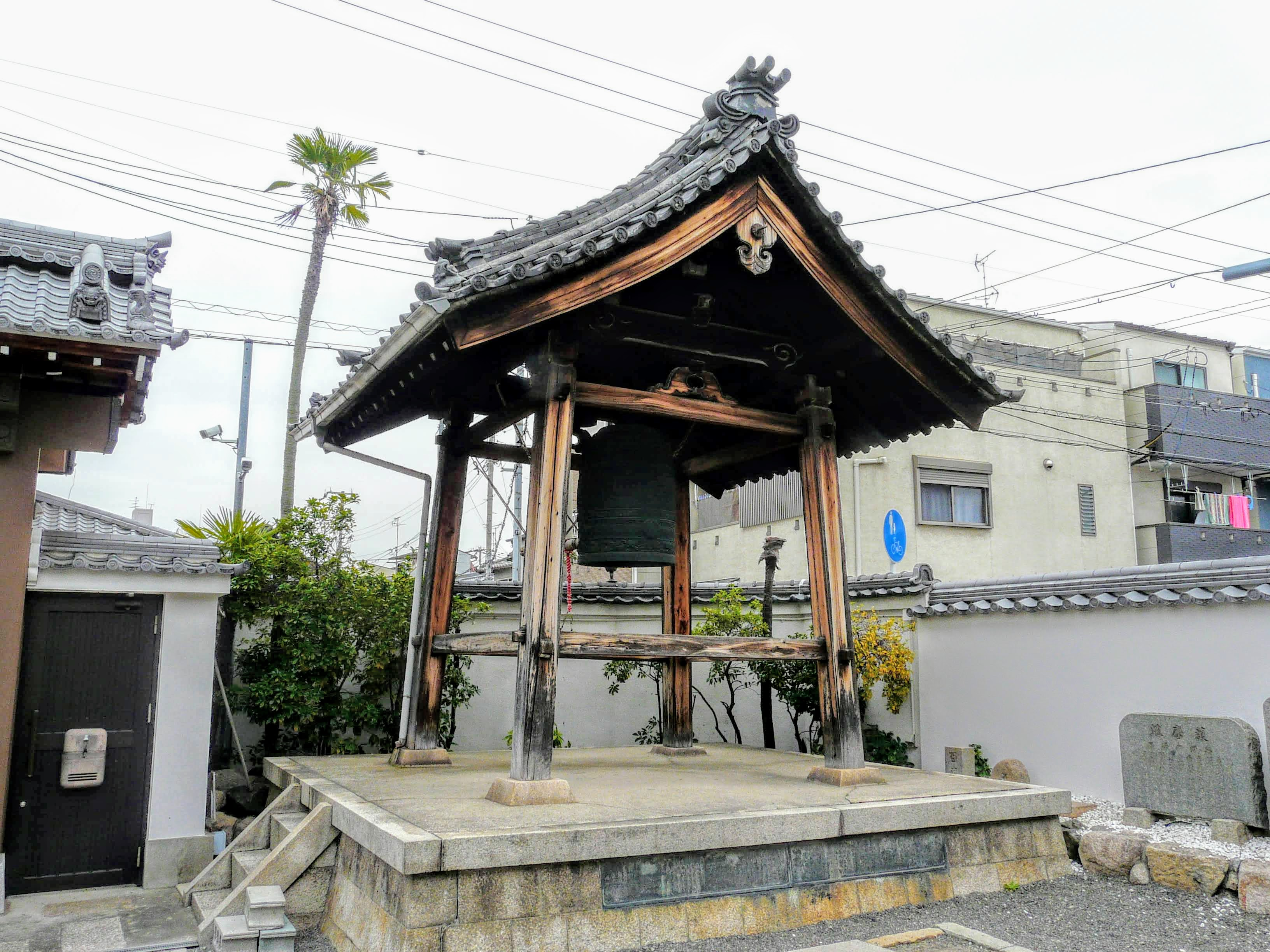
鐘楼
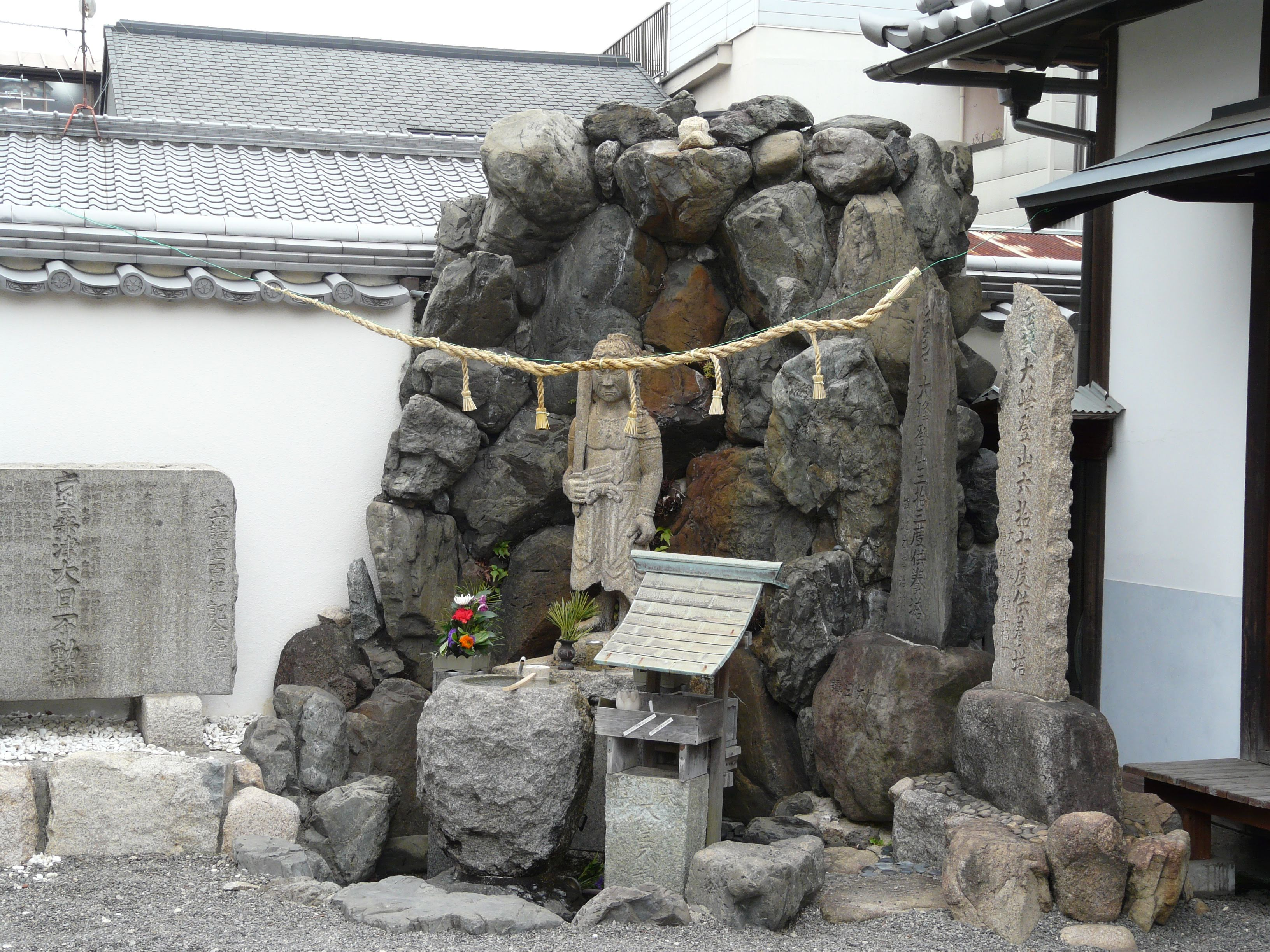
身代わり厄除不動明王
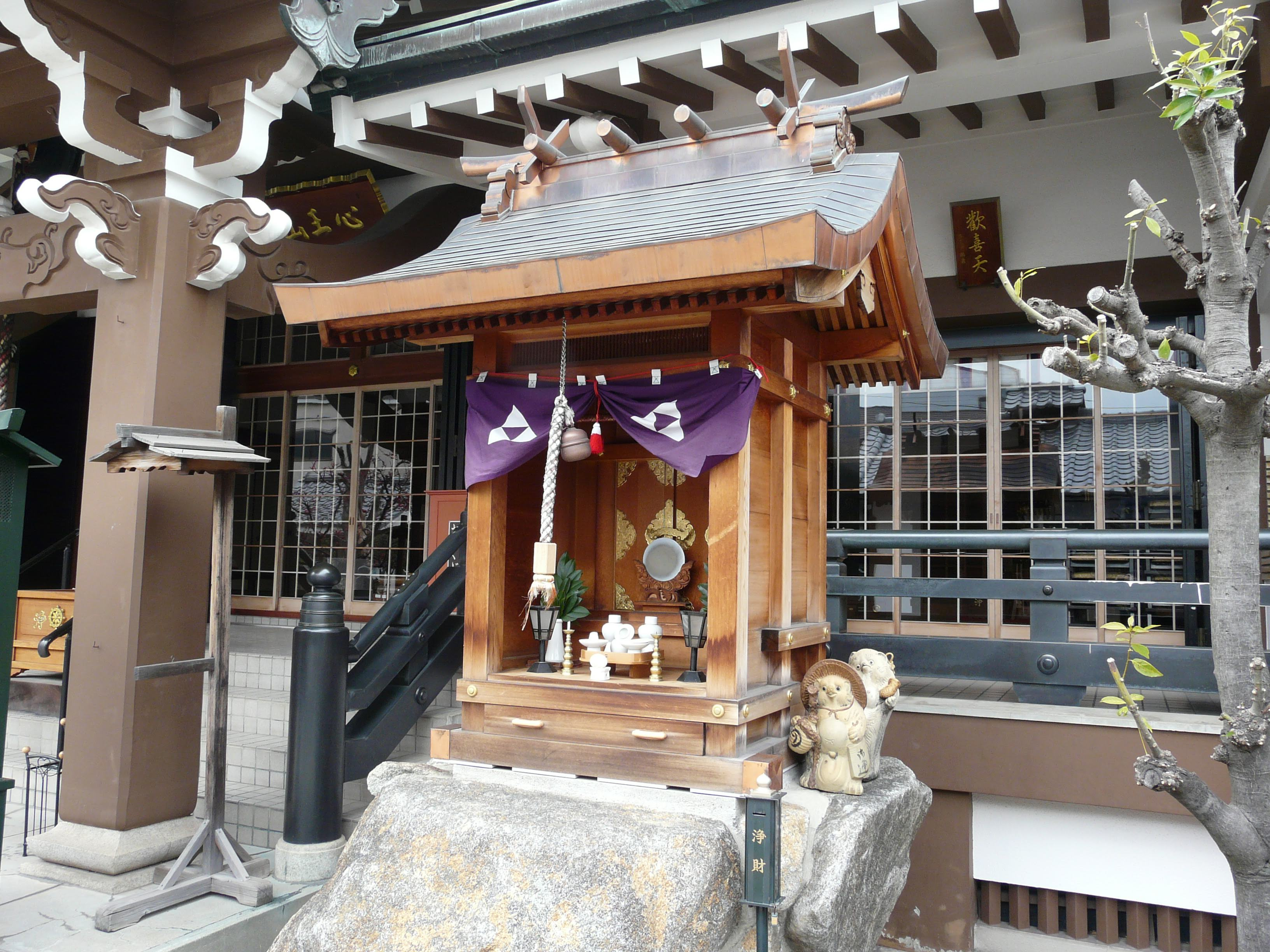
歓喜天社
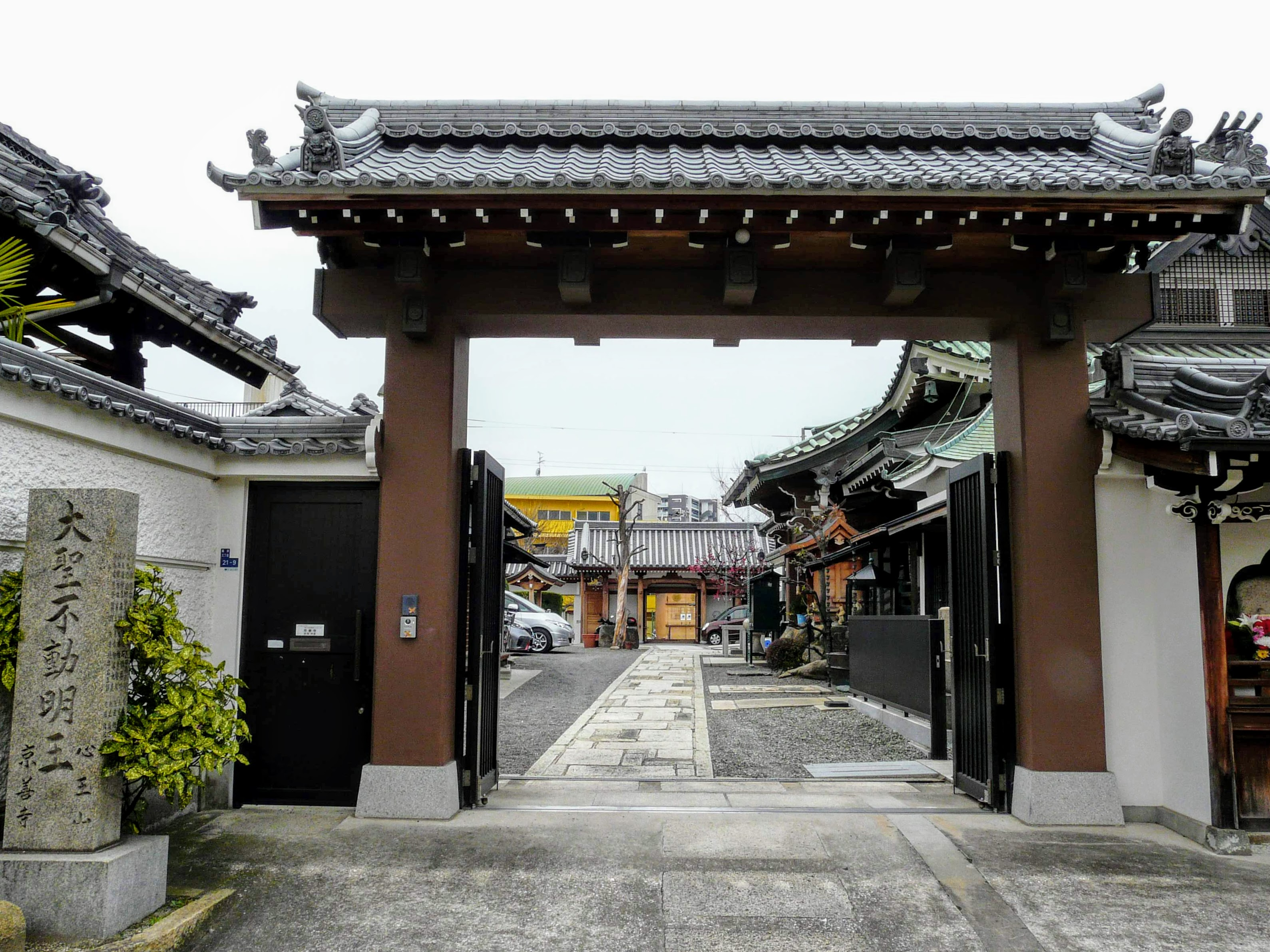
裏門
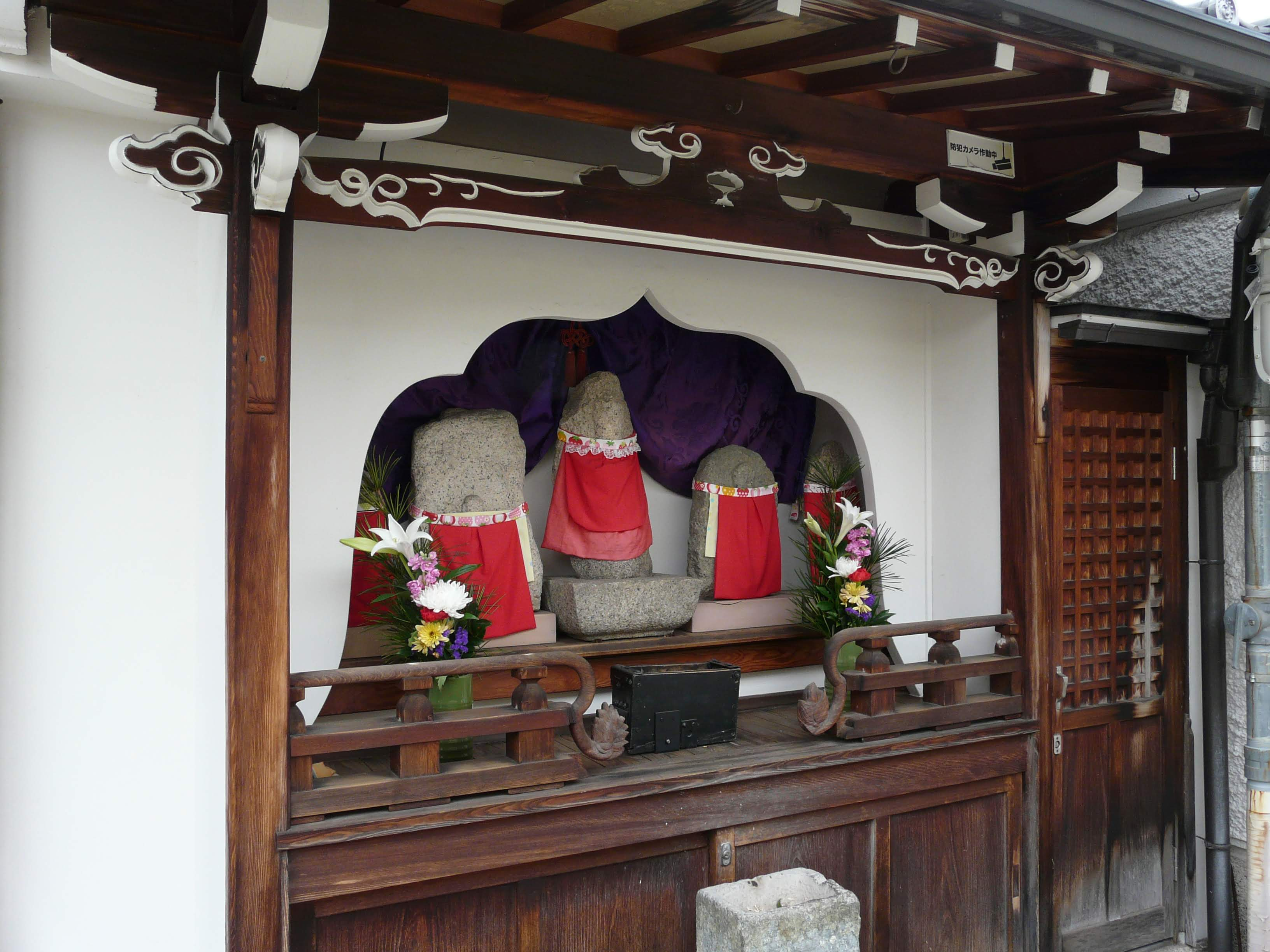
裏門横の壁内に祀られた地蔵尊

## 文化財

### 大阪市指定有形文化財
- 木造役行者倚像

## 前後の札所
近畿三十六不動尊霊場
3 法楽寺　-　4 京善寺　-　5 報恩院
摂津国八十八箇所
40 法楽寺　-　41 京善寺　-　42 常光円満寺

## アクセス
- 近鉄南大阪線 河堀口駅より南東へ徒歩8分
- JR阪和線 美章園駅より東へ徒歩9分